# Peau de soie
Peau de soie (französisch für „Seidenhaut“) ist ein festes, glattes Gewebe, originär aus Seide gefertigt, heute manchmal auch aus Kunstfasern. Anders als beispielsweise Satin ist Peau de soie in der Regel in Köperbindung oder sogar Ripsbindung gewoben, was einen mittelschweren und festen, somit recht widerstandsfähigen Seidenstoff erzeugt. Da es sich allerdings um eine nicht geschützte und nicht stark verbreitete Bezeichnung handelt, kann man Stoffe dieser Bezeichnung auch mit Satin- oder Atlasbindung finden.